# Osjorsk (Tscheljabinsk)
Osjorsk (russisch Озёрск) ist eine russische Stadt in der Oblast Tscheljabinsk, etwa 80 km nordwestlich der Gebietshauptstadt Tscheljabinsk. Die Stadt liegt am Irtjasch-See und hat 82.164 Einwohner (Stand 14. Oktober 2010).

## Geschichte
Im Rahmen des nuklearen Aufrüstungsprogramms der Sowjetunion wurde 1945 die Basis Nr. 10 für einige tausend Wissenschaftler und Ingenieure gegründet. Die mit elektrischen Zäunen und Wachanlagen umgebene geschlossene Stadt war später nur unter dem Codenamen Tscheljabinsk-40 (eine Postfachadresse), dann Tscheljabinsk-65 bekannt. Erst 2001 legte die Stadt ihren Codenamen ab und heißt seitdem offiziell Osjorsk (wörtlich etwa „Stadt am See“).
Innerhalb der Sperrzone liegt die ehemals geheime Kerntechnische Anlage Majak (russisch Маяк, Leuchtturm), in der am 19. Juni 1948 der erste Kernreaktor der Sowjetunion in Betrieb ging. In der Anlage kam es am 29. September 1957 mit dem Kyschtym-Unfall zu einem der schwersten Unfälle in der Geschichte der Kerntechnologie. Der Nuklearunfall konnte etwa 30 Jahre lang geheim gehalten werden, da der schwerere radioaktive Fallout vollständig auf sowjetischem Staatsgebiet niederging und es weltweit in den 1950er Jahren noch vergleichsweise wenige Möglichkeiten der Registrierung gab. In der Nähe von Osjorsk befindet sich auch der Karatschai-See, der vom Worldwatch Institute als „am stärksten verschmutzter Ort der Erde“ bezeichnet wird.
Wenige Kilometer von der Stadt entfernt steht das Kernkraftwerk Süd-Ural. Einst sollte das Kraftwerk direkt in Osjorsk gebaut werden. Da aber der Plan verworfen wurde, hatte man einen anderen Standort in der Nähe der Stadt für das Kraftwerk gewählt.
In der Sowjetzeit gab es in Osjorsk ein großes Gulag. Das Kusnezki-ITL (Besserungsarbeitslager) wurde im Oktober 1946 gegründet und existierte mindestens bis 1960. Die Lagerverwaltung befand sich in der Stadt Tscheljabinsk-40. Im Lager waren bis zu 20.400 Personen inhaftiert, die für Bauarbeiten im Zusammenhang mit dem staatlichen Atomprojekt, bei der Förderung von Bodenschätzen, im Industrie-, Zivil-, Wasser- und Wohnungsbau sowie in diversen Industriebetrieben eingesetzt wurden.

## Bevölkerungsentwicklung
| Jahr | Einwohner |
| ---- | --------- |
| 2002 | 91.760    |
| 2010 | 82.164    |

Anmerkung: Volkszählungsdaten

## Söhne und Töchter der Stadt
- Waleri Dwoinikow (* 1950), sowjetisch-russischer Sambo-Kämpfer und Judoka
- Alexander Gunjaschew (* 1959), sowjetischer Gewichtheber
- Jewgenija Wolkowa (* 1987), Biathletin

## Bildergalerie

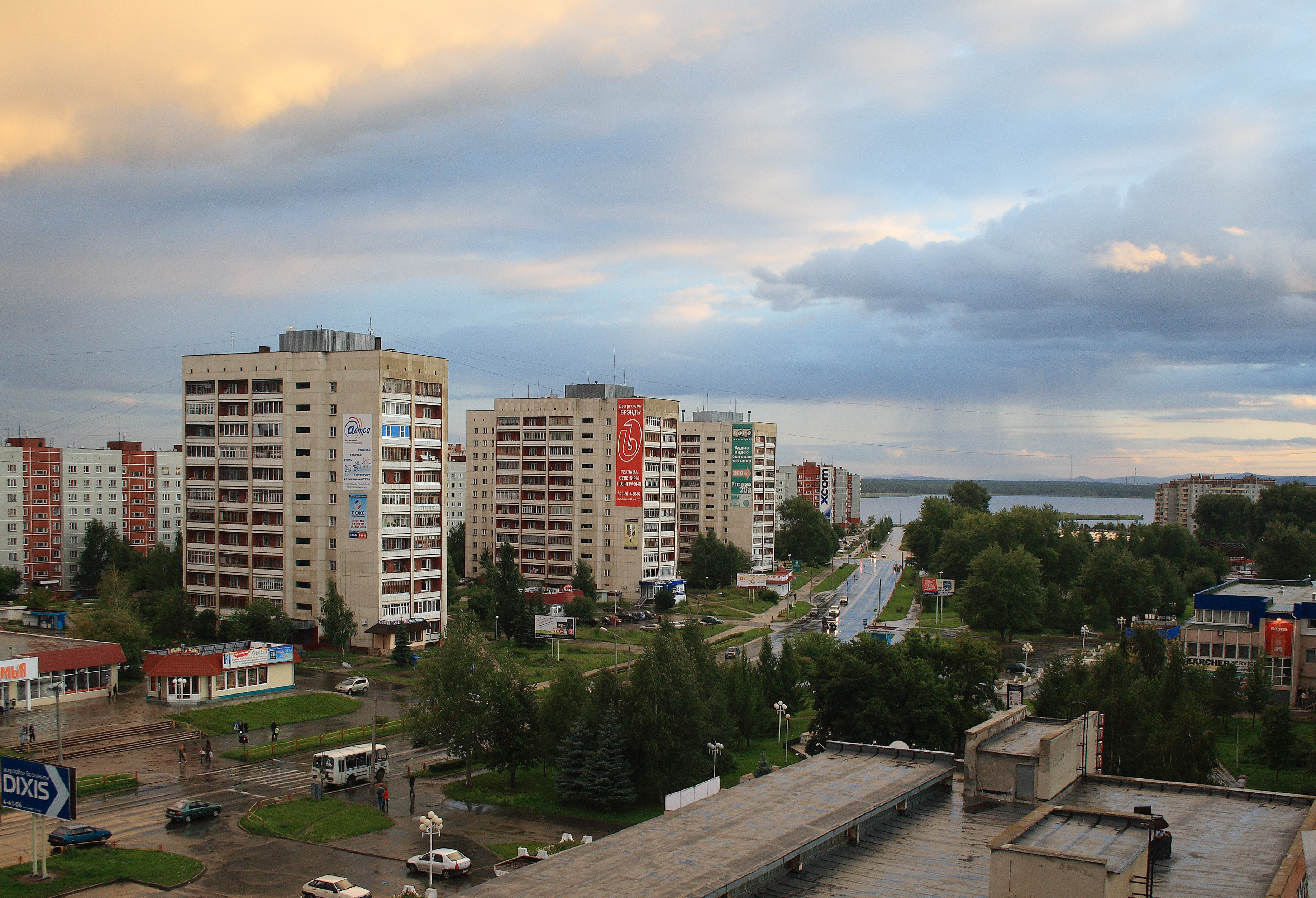
Im Stadtzentrum
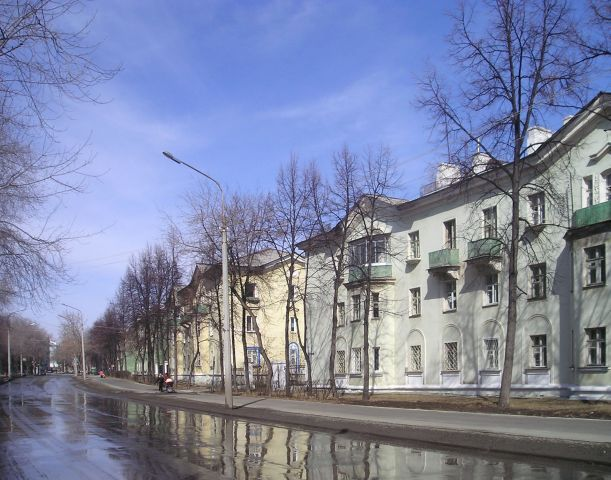
Ältere Wohnhäuser in Osjorsk
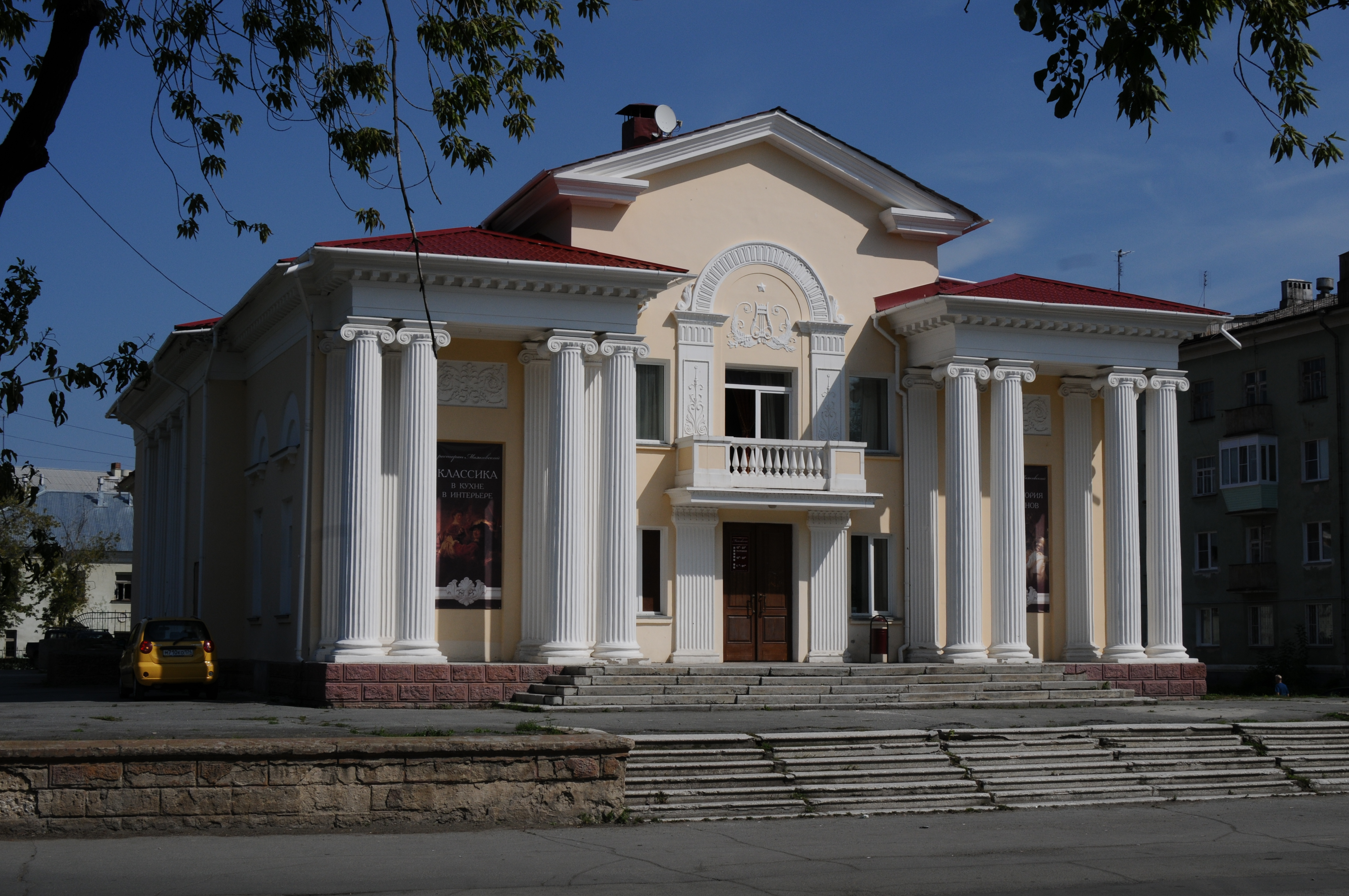
Majakowski-Theater
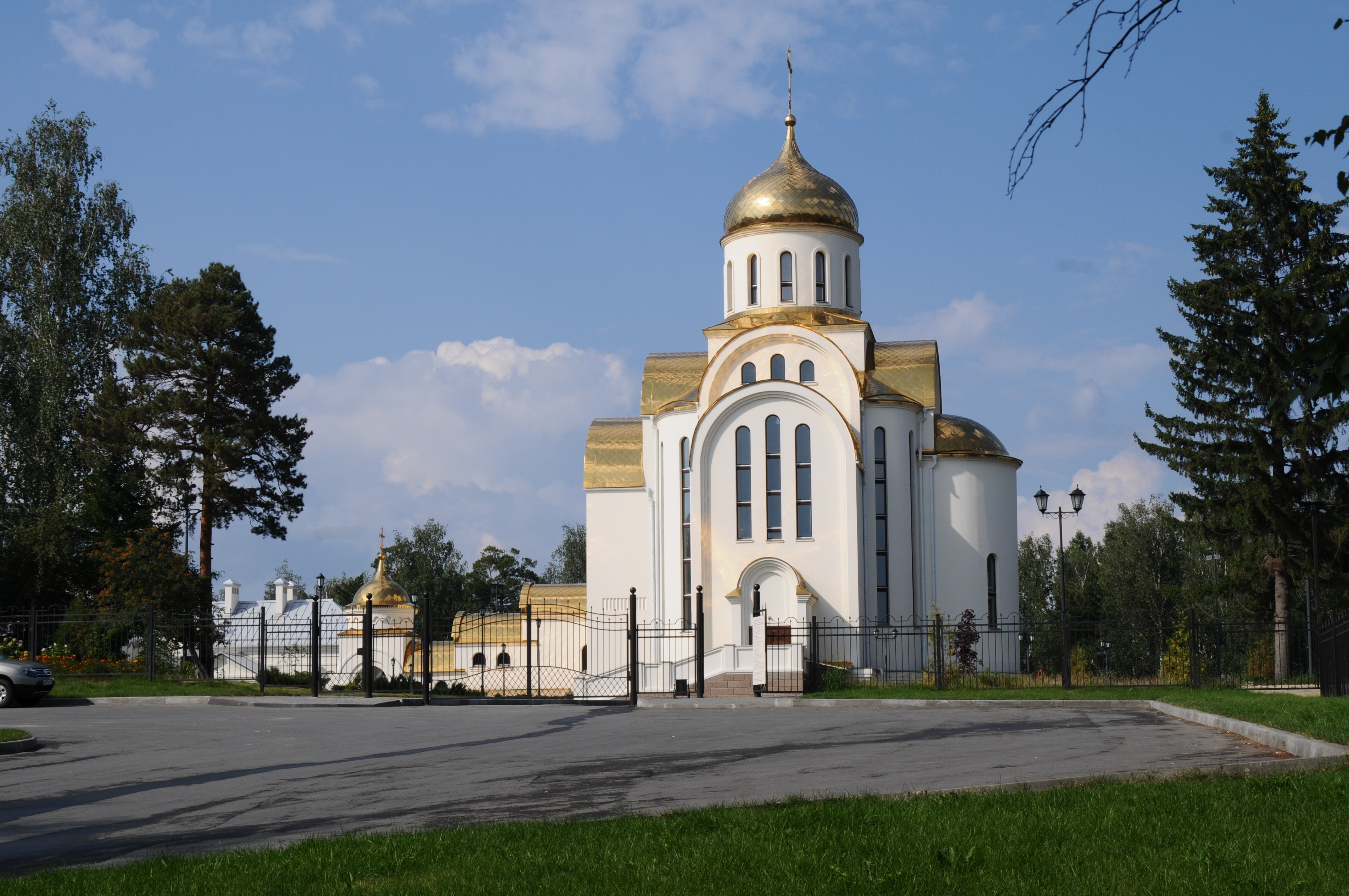
Russisch-orthodoxe Kirche